# Stagnicola hinkleyi
Stagnicola hinkleyi är en snäckart som först beskrevs av F. C. Baker 1906.  Stagnicola hinkleyi ingår i släktet Stagnicola och familjen dammsnäckor. Inga underarter finns listade i Catalogue of Life.